# Liste der EU-Vogelschutzgebiete in Kroatien

Natura 2000-Logo

Die folgende Liste enthält alle 38 Europäischen Vogelschutzgebiete (kroatisch: posebnih područja zaštite) nach Art. 4 (1) der Europäischen Vogelschutzrichtlinie in Kroatien. Die Gebiete sind Bestandteil des europäischen Schutzgebietsnetzes Natura 2000. Die Vogelschutzgebiete umfassen insgesamt ca. 18.148 km² und damit etwa ein Drittel der Gesamtfläche des Landes, wobei einige Vogelschutzgebiete auch Meeresflächen im Adriatischen Meer umfassen.
Die kroatischen Vogelschutzgebiete haben im Mittel eine Fläche von rund 477 km², der Median liegt bei 303 km². Kroatien hat im europäischen Vergleich also sehr große Vogelschutzgebiete gemeldet. Das kleinste Gebiet sind die Absetzbecken der Zuckerfabrik Virovitica mit nur 24 ha, das größte Vogelschutzgebiet umfasst mit über 2.237 km² das Waldgebiet Gorski kotar und die nördliche Lika.

## Hinweise zu den Angaben in der Tabelle
- Gebietsname: Amtliche Bezeichnung des Schutzgebiets
- Datei/Commons: Datei und Link zu weiteren Dateien aus dem Schutzgebiet
- WDPA-ID: Link zum Schutzgebiet in der World Database on Protected Areas
- EEA-ID: Link zum Schutzgebiet in der Datenbank der European Environment Agency (EEA)
- Fläche: Gesamtfläche des Schutzgebiets in Hektar
- Bemerkungen: Besonderheiten und Anmerkung

## Tabelle
| Gebietsname                             | Datei/Commons | WDPA-ID   | EEA-ID    | Fläche ha  | Lage | Bemerkungen |
| --------------------------------------- | ------------- | --------- | --------- | ---------- | ---- | --- |
| Pokupski bazen                          |               | 555577717 | HR1000001 | 35.088,94  | ⊙    | Feuchtgebiet mit einem der größten Auwaldbestände Kroatiens und großen Feuchtgrünlandflächen am Fluss Kupa und großen Fischteichen. Bedeutendes Brut- und Zugvorkommen der Moorente und anderer Wasservögel.                                                         |
| Sava kod Hrušćice sa šljunčarom Rakitje |               | 555577718 | HR1000002 | 1.453,26   | ⊙    | Naturnaher Abschnitt der Save unterhalb von Zagreb mit Schotterbänken und Flussinseln. Bedeutendes Brutgebiet für Seeschwalben, Flussregenpfeifer und Flussuferläufer.                                                                                               |
| Turopolje                               |               | 555577719 | HR1000003 | 19.999,02  | ⊙    | Tiefebene zwischen Save und Odra mit ausgedehnten Feuchtwiesen. Bedeutendes Brutgebiet u. a. für den Wachtelkönig. |
| Donja Posavina                          |               | 555577720 | HR1000004 | 121.053,27 | ⊙    | Naturnahes Auengebietan Save und Lonja. Bedeutendes Brutgebiet u. a. für Löffler, Reiher, Weißstorch, Rohrweihe, Wachtelkönig und Weißbart-Seeschwalbe. |
| Jelas polje                             |               | 555577721 | HR1000005 | 38.837,03  | ⊙    | Größter Karpfenteichkomplex des Landes im Save-Tal mit ausgedehnten Nasswiesen. Bedeutendes Brut- und Rastgebiet für zahlreiche Wasservogel- und Reiherarten. |
| Spačvanski bazen                        |               | 555577722 | HR1000006 | 43.549,25  | ⊙    | Gebiet mit ausgedehnten Eichenwäldern in der Save-Aue. Bedeutendes Brutgebiet für Seeadler, Schwarzstorch und Halsbandschnäpper. |
| Bilogora i Kalničko gorje               |               | 555577723 | HR1000008 | 95.070,86  | ⊙    | Hügelige Landschaft mit großen Eichen-Hainbuchen-Wäldern und Birkenwäldern. Eines von zwei Brutgebieten des Zwergadlers in Kroatien, bedeutendes Brutgebiet für Spechte und Fliegenschnäpper.                                                                        |
| Ribnjaci uz Česmu                       |               | 555577724 | HR1000009 | 23.173,33  | ⊙    | Große Karpfenteichanlagen am Fluss Česma. Bedeutendes Brutgebiet u. a. für Purpurreiher und Moorente. |
| Poilovlje s ribnjacima                  |               | 555577725 | HR1000010 | 13.541,15  | ⊙    | Drei Kaprpfenteich-Komplexeam Fluss Ilova. Bedeutendes Brutgebiet u. a. von Rohrdommel, Weißbart-Seeschwalbe und Moorente. |
| Ribnjaci Grudnjak i Našice              |               | 555577726 | HR1000011 | 20.771,36  | ⊙    | Zwei große Karpfenteich-Komplexe. Bedeutenden Brut- und Rastgebiet für zahlreiche Wasservögel, Reiher und weitere Vogelarten. |
| Taložnice Virovitičke šećerane          |               | 555577727 | HR1000012 | 24,14      | ⊙    | Absetzbecken der Zucker-Raffinerie Virovitica, die ein bedeutendes Brutvorkommen des Stelzenläufers beherbergt. |
| Dravske akumulacije                     |               | 555577728 | HR1000013 | 9.667,31   | ⊙    | Abschnitt der Drau von der slowenischen Grenze bis zum Dubrava-Stausee. Bedeutendes Rastgebiet für zahlreiche Wasservögel und wichtiges Brutgebiet des Flussuferläufers.                                                                                             |
| Gornji tok Drave                        |               | 555577729 | HR1000014 | 22.981,54  | ⊙    | Naturnaher Abschnitt der Drau unterhalb des Dubrava-Stausees, entlang der ungarischen Grenze bis Lukač mit Schotterbänken, Altarmen und Auwald. Bedeutendes Brutgebiet für Seeschwalben, Blaukehlchen, Flussuferläufer und Uferschwalbe.                             |
| Srednji tok Drave                       |               | 555577730 | HR1000015 | 13.504,44  | ⊙    | Abschnitt der Drau zwischen Lukač und Donji Miholjac mit weitgehend naturnaher Gewässerdynamik. Bedeutendes Brutgebiet für Blaukehlchen, Flussuferläufer und Uferschwalbe.                                                                                           |
| Podunavlje i donje Podravlje            |               | 555577731 | HR1000016 | 66.335,33  | ⊙    | Abschnitt der Drau von Donji Miholjac bis zur Mündung in die Donau, sowie kroatischer Teil des Donautals von der Ungarischen Grenze bis Dalj. Bedeutendes Brutgebiet des Mariskensängers sowie wichtiges Brut- und Rastgebiet für zahlreiche Wasservögel und Reiher. |
| Učka i Ćićarija                         |               | 555577732 | HR1000018 | 31.032,23  | ⊙    | Bergregion im weißen Istrien. Bedeutendes Brutgebiet für Steinadler, Schlangenadler, Wanderfalke und Ortolan. |
| Gorski kotar i sjeverna Lika            |               | 555577733 | HR1000019 | 223.789,85 | ⊙    | Waldreiche und verkarstete Bergregion von Gorski kotar und Nordlika. Bedeutendes Brutgebiet für Spechte, Käuze, Raufußhühner und weitere Vogelarten. |
| NP Plitvička jezera                     |               | 555577734 | HR1000020 | 29.698,36  | ⊙    | Nationalpark Plitvicer Seen mit ausgedehnten Buchenwäldern und Karstseen. Bedeutendes Brutgebiet von Käuzen, insbesondere Habichtskauz, Spechten und Wachtelkönig |
| Lička krška polja                       |               | 555577735 | HR1000021 | 83.019,69  | ⊙    | Karstpoljen in der Region Lika. Bedeutendes Brutgebiet für Wachtelkönig, Bekassine, Neuntöter, Schwarzstirnwürger und andere Vogelarten. |
| Velebit                                 |               | 555577736 | HR1000022 | 203.517,25 | ⊙    | Höchster Berg Kroatiens mit ausgedehnten Wäldern und offenen Felsformationen. Bedeutendes Brutgebiet für Auerhuhn, Haselhuhn, Ortolan sowie Spechte und Käuze. |
| SZ Dalmacija i Pag                      |               | 555577737 | HR1000023 | 59.893,43  | ⊙    | Nordwestlicher Teil von Dalmatien mit der Insel Pag. Bedeutendes Überwinterungsgebiet für Zugvögel und Brutgebiet u. a. für Triel, Seeregenpfeifer und Stelzenläufer                                                                                                 |
| Ravni kotari                            |               | 555577738 | HR1000024 | 65.114,76  | ⊙    | Küstennahe Ebene bei Zadar mit strukturreicher Kulturlandschaft. Bedeutendes Brutgebiet von Wiesenweihe und Kalanderlerche |
| Vransko jezero i Jasen                  |               | 555577739 | HR1000025 | 5.912,98   | ⊙    | Vraner See und dessen Ufer. Bedeutende Brutvorkommen von Zwergscharbe, Sumpfhühnern und Reihern. |
| Krka i okolni plato                     |               | 555577740 | HR1000026 | 87.710,36  | ⊙    | Nationalpark Krka mit Umgebung. Bedeutende Vorkommen von Kalanderlerche, Kurzzehenlerche, Schlangenadler, Triel und vielen weiteren Vogelarten. |
| Mosor, Kozjak i Trogirska zagora        |               | 555577741 | HR1000027 | 46.005,35  | ⊙    | Küstennahe Bergregion nördlich von Split mit trockenen, felsigen Lebensräumen. Bedeutende Brutvorkommen von Olivenspötter, Wanderfalke und Steinadler. |
| Dinara                                  |               | 555577742 | HR1000028 | 46.359,55  | ⊙    | Gebirgszug mit dem höchsten Berg Kroatiens mit Felswänden und großen Waldflächen. Bedeutende Brutvorkommen von Wiesenpieper, Steinadler und Steinhuhn. |
| Cetina                                  |               | 555577743 | HR1000029 | 21.319,88  | ⊙    | Gesamter Lauf des Flusses Cetina von der Quelle bis zur Mündung mit umgebenden Feuchtgrünlandflächen. Bedeutendes Brutgebiet für Kurzzehenlerche, Mariskensänger und Wiesenweihe.                                                                                    |
| Biokovo i Rilić                         |               | 555577744 | HR1000030 | 37.433,47  | ⊙    | Küstennaher Gebirgszug mit Felswänden und mediterranen Waldformationen. Bedeutende Brutvorkommen von Steinhuhn, Ortolan und Steinadler. |
| Delta Neretve                           |               | 555577745 | HR1000031 | 23.814,31  | ⊙    | Mündungsdelta der Neretva. International bedeutsames Feuchtgebiet mit Brutvorkommen von zahlreichen Vogelarten, wie Sumpfhühnern, Zwergdommel und Rohrweihe. |
| Akvatorij zapadne Istre                 |               | 555577746 | HR1000032 | 15.470,15  | ⊙    | Küstenstreifen von Istrien mit vorgelagerten Inseln. Bedeutendes Brutvorkommen der Mittelmeer-Krähenscharbe und Überwinterungsgebiet von nordischen Seetauchern. |
| Kvarnerski otoci                        |               | 555577747 | HR1000033 | 114.147,95 | ⊙    | Inseln Krk, Cres und Rab mit vorgelagerten kleinerein Inseln. Bedeutendes Brutgebiet für Rötelfalke und weitere Greifvögel sowie Mittelmeer-Krähenscharbe, Triel, Kurzzehenlerche und zahlreiche weitere Arten.                                                      |
| S dio zadarskog arhipelaga              |               | 555577748 | HR1000034 | 13.050,36  | ⊙    | Inselgruppe im Adriatischen Meer mit bedeutenden Brutvorkommen von Mittelmeer-Krähenscharbe und Seeschwalben. |
| NP Kornati i PP Telašćica               |               | 555577749 | HR1000035 | 28.570,43  | ⊙    | Nationalpark Kornaten und Naturpark Telašćica mit bedeutenden Vorkommen von Uhu, Mittelmeer-Krähenscharbe und Wanderfalke. |
| Srednjedalmatinski otoci i Pelješac     |               | 555577750 | HR1000036 | 82.582,16  | ⊙    | Insel Hvar und östliche Hälfte der Insel Korčula sowie die Halbinsel Pelješac. Bedeutendes Brutvorkommen von Ziegenmelker, Schlangenadler und Olivenspötter. |
| SZ dio NP Mljet                         |               | 555577751 | HR1000037 | 1.645,79   | ⊙    | Meeresfläche und vorgelagerte Inseln vor der Nordküste der Insel Mljet. Bedeutendes Brutgebiet der Korallenmöwe |
| Lastovsko otočje                        |               | 555577752 | HR1000038 | 19.572,29  | ⊙    | Insel Lastovo mit mehreren kleineren, meist kahlen Inseln. Bedeutendes Brutgebiet von Korallenmöwe, Mittelmeer- und Sepiasturmtaucher |
| Pučinski otoci                          |               | 555577753 | HR1000039 | 12.678,04  | ⊙    | Inselgruppe im Adriatischen Meer mit bedeutendem Vorkommen des Eleonorenfalken sowie des Mittelmeer- und des Sepiasturmtauchers |
| Papuk                                   |               | 555577754 | HR1000040 | 37.384,94  | ⊙    | Bewaldeter Gebirgszug in Ostkroatien. Bedeutende Vorkommen von Hohltaube, Zwergadler und Halsbandschnäpper. |